# Strahovlje
Strahovlje je naselje v Občini Zagorje ob Savi. Ustanovljeno je bilo leta 2008 iz dela ozemlja naselja Šemnik. Leta 2015 je imelo 74 prebivalcev.

## Osebe
- Primož Roglič (kolesar)